# Montsechia
Montsechia vidali
Genre
Espèce
Montsechia est un genre éteint de plantes aquatiques contenant une seule espèce, Montsechia vidalii ou Montsechia vidali.

Cette plante a vécu il y a environ 130 millions d'années, durant l'étage Barrémien de l'époque du Crétacé inférieur. C'est l'une des plus anciennes espèces connues de plantes à fleurs et la première plante à fleur aquatique d’eau douce. Elle a des affinités avec le genre moderne Ceratophyllum,.

## Origine
Les spécimens fossiles connus de l'espèce Monsechia vidalii, découverts et étudiés en 2015, proviennent de sédiments (calcaires lacustres) du Barrémien d'anciens lacs d'eau douce dans deux localités espagnoles, situées dans l'est de la péninsule Ibérique. Les premiers spécimens sont apparus à la fin du XIXe siècle sur le site de la carrière de La Pedrera de Meià dans la Sierra del Montsec dans les Pyrénées (province de Lérida), et beaucoup plus tard sur le site de La Cabroa. Dans les années 1980, l'espèce a également été identifiée sur le site de Las Hoyas, dans la Serranía de Cuenca dans les monts Ibériques (province de Cuenca),.

## Morphologie
Les fossiles de Montsechia vidalii sont hétéromorphes montrant deux types de tiges portant des feuilles et des fruits caractérisés par la morphologie de leurs feuilles et leur phyllotaxie. Les deux types sont fortement associés dans les restes fossiles et, selon l'analyse histologique et surtout l'anatomie des structures sexuelles féminines, correspondent une même espèce.
Le premier type d'axe a des ramifications opposées à décussées portant des feuilles linéaires et ne portant que rarement des fruits. Le deuxième type d'axe se caractérise par des ramifications hélicoïdales, des feuilles petites et écailleuses et de nombreux fruits. Les deux types d'axes présentent une cuticule mince avec des stomates anomocytaires, c'est-à-dire qu'ils n'ont pas de cellules attachées. Bien qu'il existe de nombreux spécimens connus de l'espèce, la présence de racines ou de structures reproductrices mâles n'a pas été signalée.
La principale caractéristique anatomique de l'espèce est son fruit. Ces structures se développent par paires à l'extrémité d'inflorescences indéterminées. Elles ont une morphologie de type ascidie, leur surface ne présente aucun type d'ornementation et elles ont un pore ou micropyle à leur extrémité distale. La présence de ce pore et de grains de pollen germés à l'intérieur, et non d'un stigmate tel qu'il est présent chez les Angiospermes actuels, indique que la structure reproductrice femelle était hydrophile , c'est-à-dire que sa fécondation était aquatique. Chaque fruit porte une seule graine unitégumentée qui se développe à partir d'un ovule pendant et orthotrope d'après la position inversée de la graine par rapport au pore.

## Taxinomie et évolution
Montsechia vidalii présente des caractéristiques similaires à celles des espèces du  Crétacé du genre actuel Ceratophyllum, notamment en ce qui concerne la fécondation. Ceratophyllum est considéré, sur la base d'analyses cladistiques, comme appartenant au groupe basal des Angiospermes actuels. D'autres études, cependant, maintiennent Ceratophyllum comme groupe frère des Angiospermes, gardant l'actuel Amborella comme groupe basal.
L'ancienneté de Montsechia semble indiquer une parenté étroite avec Ceratophyllum et, peut-être avec Pseudoasterophyllites cretaceus, occupant une position basale par rapport aux Ceratophyllales qui auraient donc eu une origine aquatique.,.